# Odontites vulcanicus
Odontites vulcanicus är en snyltrotsväxtart som beskrevs av M. Bolliger. Odontites vulcanicus ingår i släktet rödtoppor, och familjen snyltrotsväxter. Inga underarter finns listade i Catalogue of Life.